# G. W. Bot
G. W. Bot, pseudonimo di Christine Falkland, coniugata Grishin (Quetta, 1954), è un'incisore, scultrice e pittrice australiana.

## Biografia
Figlia di un militare australiano, nacque in Pakistan, dove il padre era di stanza. Al seguito della famiglia crebbe in diversi paesi, e mentre si trovava a Londra iniziò con la linoleografia che divenne poi il suo metodo di stampa preferito.
Dopo la laurea nel 1982, sposò lo storico e critico dell'arte Sasha Grishin. Dal 1985 divenne un'artista a tempo pieno, con studio a Canberra.
Il suo nome d'arte deriva dal fatto che nei dintorni della propria abitazione vivevano numerosi vombati, animali che nelle descrizioni dei primi esploratori francesi erano chiamati le Grand Wam Bot, e che per lei rappresentano un animale totemico.
Nelle sue opere utilizza schemi grafici e glifi che simboleggiano elementi naturali, per significare il legame personale dell'artista con il paesaggio australiano.
Sue opere si trovano, tra gli altri, al British Museum e al Victoria and Albert Museum di Londra, all'Albertina di Vienna, al Fogg Art Museum presso l'Università di Harvard, alla National Gallery of Australia, alla Biblioteca nazionale di Francia di Parigi, al Museo nazionale d'Arte di Osaka.